# Segredo comercial
Os segredos comerciais são um tipo de propriedade intelectual que compreende fórmulas, práticas, processos, designs, instrumentos, padrões ou compilações de informações que têm valor econômico inerente por não serem conhecidos ou prontamente averiguados por outros, e que o proprietário toma medidas razoáveis para manter em segredo. Em algumas jurisdições, tais segredos são referidos como informações confidenciais.
A linguagem precisa pela qual um segredo comercial é definido varia de acordo com a jurisdição, assim como os tipos particulares de informação que estão sujeitos à proteção do segredo comercial. Três fatores são comuns a todas essas definições:
Um segredo comercial é uma informação que:
- geralmente não é conhecida pelo público;
- confere benefício econômico a seu detentor por ser não ser conhecida publicamente;
- sobre a qual seu detentor faz esforços consideráveis para manter sigilo.

No direito internacional, esses três fatores definem um segredo comercial nos termos do artigo 39 do Acordo sobre Aspectos dos Direitos de Propriedade Intelectual Relacionados ao Comércio, comumente chamado de Acordo TRIPs.